# Suzuki R
Suzuki R — рядный трёхцилиндровый двигатель внутреннего сгорания, выпускающийся с 2011 года японской компанией Suzuki. Впервые представленный на третьем поколении MR Wagon, двигатель является преемником K6A. Применяется в различных автомобилях Suzuki, таких как Alto, Wagon R и Carry.

## R06A
R06A — рядный трёхцилиндровый 12-клапанный двигатель DOHC объёмом 658 см3 с VVT. Выпускается как без наддува, так и с турбонаддувом. Диаметр цилиндра и ход поршня составляют 64,0 мм x 68,2 мм. Степень сжатия турбированных двигателей составляет 9,1:1, в то время как степень сжатия атмосферных двигателей варьируется от 11,0 до 11,5:1. Атмосферные двигатели развивают мощность 36—40 кВт (49—54 л. с.) при 5700—6500 об/мин и крутящий момент 58—63 Н⋅м при 3500—4500 об/мин, в то время как турбированные двигатели развивают мощность 47 кВт (64 л. с.) при 6000 об/мин и крутящий момент 95—100 Н⋅м при 3000 об/мин. R06A может поставляться в паре с электродвигателем W05A мощностью 3,1 л. с. и крутящим моментом 50 Н⋅м и аккумулятором ёмкостью 10 А⋅ч.

### Применения

#### Атмосферные двигатели
- 2011—2016: Suzuki MR Wagon/Nissan Moco
- 2012—2020: Suzuki Wagon R/Mazda Flair
- 2012 — настоящее время: Suzuki Alto/Mazda Carol
- 2013 — настоящее время: Suzuki Carry/Mazda Scrum/Nissan NT100 Clipper/Mitsubishi Minicab
- 2013 — настоящее время: Suzuki Spacia/Mazda Flair Wagon
- 2014—2020: Suzuki Hustler/Mazda Flair Crossover
- 2015 — настоящее время: Suzuki Every/Mazda Scrum/Nissan NV100 Clipper/Mitsubishi Minicab

#### Турбированные двигатели

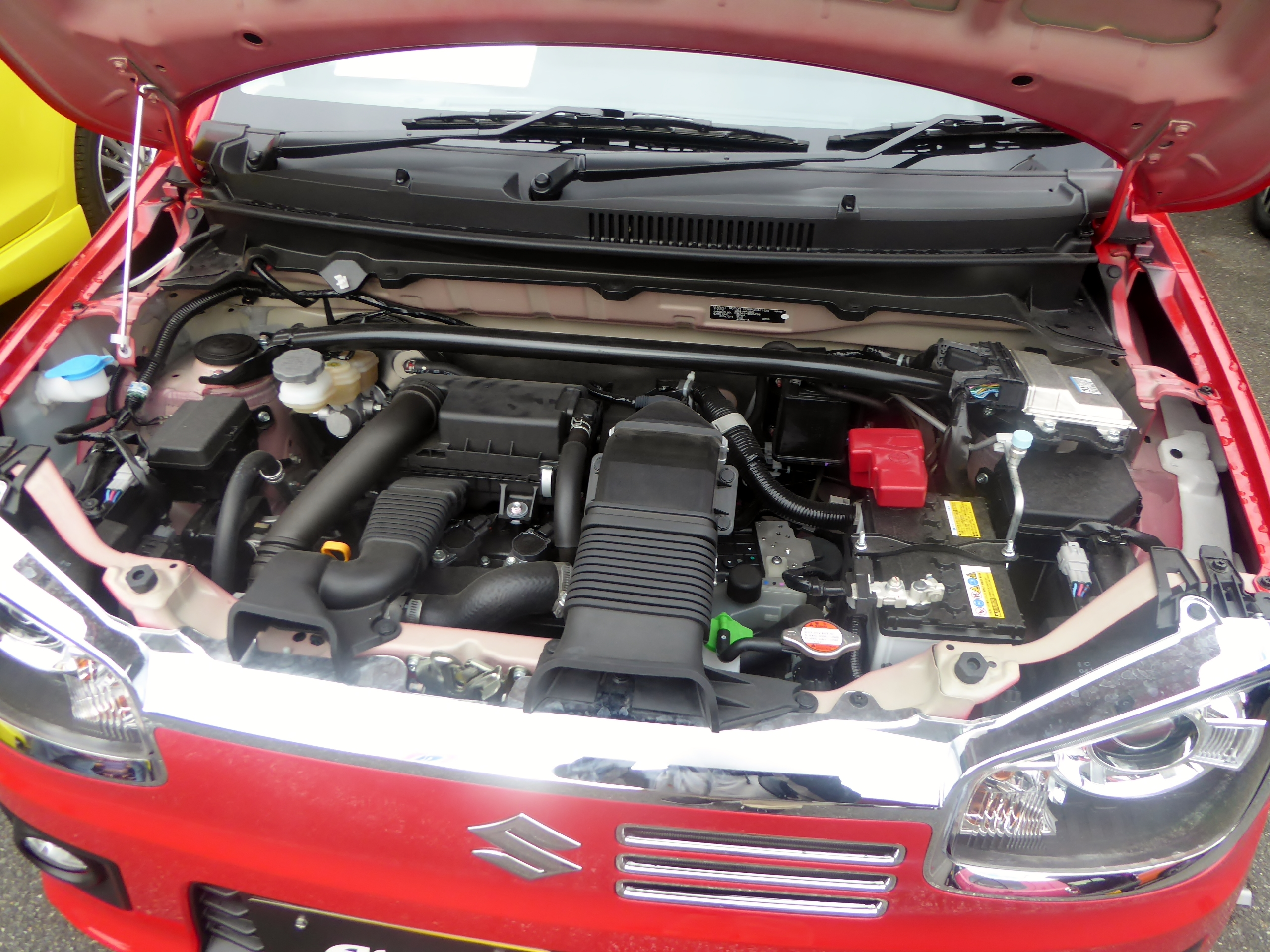
Моторный отсек Suzuki Alto Turbo RS (DBA-HA36S)

- 2011—2016: Suzuki MR Wagon/Nissan Moco
- 2012 — настоящее время: Suzuki Wagon R/Mazda Flair
- 2013 — настоящее время: Suzuki Spacia/Mazda Flair Wagon
- 2014—2021: Suzuki Alto/Mazda Carol
- 2014 — настоящее время: Suzuki Hustler/Mazda Flair Crossover
- 2015 — настоящее время: Suzuki Every/Mazda Scrum/Nissan NV100 Clipper/Mitsubishi Minicab/Mitsubishi Town Box
- 2018 — настоящее время: Suzuki Jimny
- 2021 — настоящее время Caterham Seven 170 (мощность 85 л. с., крутящий момент 116 Н⋅м)[6][7]

## R06D
R06D — атмосферный рядный трёхцилиндровый 12-клапанный двигатель DOHC объёмом 658 см3 с VVT. Диаметр цилиндра и ход поршня составляют 61,5 мм x 73,8 мм. Степень сжатия — 12,0:1. Двигатель развивает мощность 36 кВт (49 л. с.) при 6500 об/мин и крутящий момент 58 Н⋅м при 5000 об/мин. Также двигатель может поставляться в паре с электродвигателем W04C мощностью 2,6 л. с. и крутящим моментом 40 Н⋅м и аккумулятором ёмкостью 3 А⋅ч.

### Применения
- 2020 — настоящее время: Suzuki Hustler/Mazda Flair Crossover
- 2020 — настоящее время: Suzuki Wagon R/Mazda Flair
- 2021 — настоящее время: Suzuki Alto Hybrid
- 2021 — настоящее время: Suzuki Wagon R Smile